# Acequia del Oro
La acequia del Oro es la última acequia de riego de la Huerta de Valencia (España), que da riego a las tierras de la margen derecha del río Turia, comprendidas entre el cauce del río, al sur del mismo, y el mar Mediterráneo, en su mayor parte tierras de arrozal del parque natural de la Albufera. 

## Datos
El primitivo origen de la Acequia del Oro estaba en un azud ubicado en el viejo cauce del Turia, aguas abajo del puente del azud del Oro. 
Actualmente, el origen de la acequia está situado en el Azud del Repartiment y discurre su trazado junto a la V-30 por la margen derecha, entre el canal del azarbe y la acequia de Favara. Esta acequia sólo tiene derecho a las aguas sobrante del riego de las demás acequias, por lo que su toma de agua está elevada 41 cm sobre la acequia de Favara margen derecha y 29 cm sobre las de Mislata, Rascaña y Rovella. Ante la escasez del recurso hídrico, recibe las aguas de la depuradora de Cuart-Benager cuando pasa junto a ella; y al final del trazado, cuando recupera el recorrido histórico cerca de Pinedo, también recibe aportaciones procedentes de la depuradora de Pinedo, que le proporcionan caudales de hasta 3 metros cúbicos por segundo, más que suficientes para el riego del arrozal.
En 2006 se realizó un recrecimiento del cajero primitivo, formado por piezas de hormigón prefabricado de tal manera que permite un transporte de mayores caudales hacia el arrozal que los permitidos por el cajero histórico. Puesto que la mayor parte del territorio de la Huerta está urbanizado, probablemente la acequia del Oro es una de las que tienen actualmente la mayor superficie regable. Vea el trazado de la acequia del Oro en Google Earth/Maps (enlace roto disponible en Internet Archive; véase el historial, la primera versión y la última).
“ El Canal de Riego del Río Turia, que es el nombre de esta Comunidad de Regantes, se crea en 1822 y tiene en la Acequia del Oro su acequia madre (nombre por el que son mayoritariamente conocidos), esta se excava por el trazado actual para dar riego a los arrozales de Alfafar y Ruzafa, teniendo el antiguo azud en lo que es hoy el puente del Assud de L’ Or y no es hasta el 1829 cuando llega por fin el agua a los campos. Actualmente, el origen de la acequia está situado en el Azud del Repartiment y discurre su trazado junta a la V-30 por la margen derecha entre el azarbe y la acequia de Favara. Hasta el 18 de enero de 1974 esta comunidad no tuvo una concesión de riegos del río Turia, momento en el que terminó de ser aguas sobrantes y paso a tener los mismos privilegios y obligaciones que el resto, aunque la dotación concedida era escasa y resultaba insuficiente para atender las necesidades de las 1.200 Ha de arrozales que riega, necesidades que se intentan cubrir con la concesión de aguas de la Albufera con carácter supletorio. Para poder atender todas las necesidades de riego de sus comuneros se les concedió el uso en precario de las aguas procedentes de la EDAR de Pinedo tras su construcción. Paso el tiempo y se construyó la EDAR de Quart-Benager y también se le aportan caudales de forma aleatoria de esta planta a su paso por ella.
En nuestros días, tras la ampliación de la EDAR de Pinedo e implantar el tratamiento terciario, la ampliación de la Acequia del Oro y la nueva conexión con la depuradora, junto a la renovada y adecuada concesión de aguas concedida en el año 2012, esta Comunidad de Regantes ha pasado a tener hasta 3.2 metros cúbicos por segundo de caudal máximo, procedentes preferentemente de la EDAR de Pinedo y en caso de fallo en el suministro o falta de calidad de las aguas se tomaran del río Turia a través del Azud del Repartiment donde conserva su toma al igual que el resto de las acequias (lo del distinto nivel ya paso a la historia como contáis en vuestra descripción).
A día de hoy, la última (por situación y formación) de las acequias de la Vega de Valencia, ha sido la primera en regar toda su extensión únicamente con aguas regeneradas, habiendo llegado a ahorrar durante todos estos años más de 80 hectómetros cúbicos que han servido para ser utilizados por otros usuarios o mantener los pantanos, y como sus aguas tras regar los arrozales son bombeadas al lago de L’ Albufera se ha convertido en su principal aporte”.
En cuanto a la situación, es geográficamente la última comunidad en la margen derecha del río Turia, regando una extensión de 1200 Ha pertenecientes a los municipios de Valencia, Sedavi y Alfafar todas ellas enclavadas en el parque natural de L’ Albufera, y dedicadas casi de forma exclusiva al cultivo del arroz, lo que nos convierte en la más grande de las acequias de la Vega solo superados por la Real Acequia de Moncada. 
- Datos: Q8187218
- Multimedia: Assut de la Séquia de l'Or / Q8187218